# Numquam est fidelis cum potente societas
La locuzione latina Numquam est fidelis cum potente societas, tradotta letteralmente, significa l'alleanza con il potente non è mai sicura. (Fedro)
È il primo verso e la morale della favola esopiana, nella quale il Leone, dopo esser andato a caccia con altri animali più deboli, nel far le parti, finisce, accampando pretesti di ogni genere, coll'attribuirsi tutta la preda. I compagni di caccia non possono fare altro che acconsentire, vista la palese inferiorità nei confronti del Leone.